# Lista över NFL-säsonger
Detta är en lista över säsonger i National Football League
| Säsong | Super Bowl-vinnare  | Associated Press MVP         |
| ------ | ------------------- | ---------------------------- |
| 1990   | New York Giants     | Joe Montana                  |
| 1991   | Washington Redskins | Thurman Thomas[källa behövs] |
| 1992   | Dallas Cowboys      | Steve Young                  |
| 1993   | Dallas Cowboys      | Emmitt Smith[källa behövs]   |
| 1994   | San Francisco 49ers | Steve Young                  |
| 1995   | Dallas Cowboys      | Brett Favre                  |
| 1996   | Green Bay Packers   | Brett Favre                  |
| 1997   | Denver Broncos      | Brett Favre, Barry Sanders   |
| 1998   | Denver Broncos      | Terrell Davis                |
| 1999   | St. Louis Rams      | Kurt Warner                  |

| Säsong | Super Bowl-vinnare   | Associated Press MVP          |
| ------ | -------------------- | ----------------------------- |
| 2000   | New York Giants      | Marshall Faulk                |
| 2001   | New England Patriots | Kurt Warner                   |
| 2002   | Tampa Bay Buccaneers | Rich Gannon                   |
| 2003   | New England Patriots | Peyton Manning, Steve McNair  |
| 2004   | New England Patriots | Peyton Manning                |
| 2005   | Pittsburgh Steelers  | Shaun Alexander[källa behövs] |
| 2006   | Indianapolis Colts   | LaDanian Tomlinson            |
| 2007   | New York Giants      | Tom Brady                     |
| 2008   | Pittsburgh Steelers  | Peyton Manning[källa behövs]  |
| 2009   | New Orleans Saints   | Peyton Manning                |

| Säsong | Super Bowl-vinnare   | Associated Press MVP        |
| ------ | -------------------- | --------------------------- |
| 2010   | Green Bay Packers    | Tom Brady                   |
| 2011   | New York Giants      | Aaron Rodgers[källa behövs] |
| 2012   | Baltimore Ravens     | Adrian Peterson             |
| 2013   | Seattle Seahawks     | Peyton Manning              |
| 2014   | New England Patriots | Aaron Rodgers               |
| 2015   | Denver Broncos       | Cam Newton[källa behövs]    |
| 2016   | New England Patriots | Matt Ryan                   |
| 2017   | Philadelphia Eagles  | Tom Brady                   |
| 2018   | New England Patriots | Patrick Mahomes             |
| 2019   | Kansas City Chiefs   | Lamar Jackson               |